# Dyskografia Anny Wyszkoni
Dyskografia Anny Wyszkoni, polskiej piosenkarki popowo-rockowej, składa się z sześciu albumów studyjnych, jednego albumu kompilacyjnego, trzydziestu sześciu singli i trzydzieści jeden teledysków (w tym jeden tzw. „vertical video”). W latach 1996–2010 była wokalistką zespołu Łzy (zobacz dyskografię).

## Albumy studyjne
| Rok                                                     | Dane dot. albumu | Najwyższa pozycja na liście | Certyfikat                | Sprzedaż       |
| Rok                                                     | Dane dot. albumu | POL                         | Certyfikat                | Sprzedaż       |
| ------------------------------------------------------- | --- | --------------------------- | ------------------------- | -------------- |
| 2009                                                    | Pan i Pani - Wydany: 29 czerwca 2009 - Wytwórnia: Sony Music Entertainment Poland - Format: CD, digital download              | 9                           | - POL: 2× platynowa płyta | - POL: 60 000+ |
| 2012                                                    | Życie jest w porządku - Wydany: 13 listopada 2012 - Wytwórnia: Sony Music Entertainment Poland - Format: CD, digital download | 14                          | - POL: 2× platynowa płyta | - POL: 60 000+ |
| 2015                                                    | Kolędy wielkie - Wydany: 20 listopada 2015 - Wytwórnia: Universal Music Polska - Format: CD, DVD, digital download            | –                           |                           |                |
| 2017                                                    | Jestem tu nowa - Wydany: 31 marca 2017 - Wytwórnia: Universal Music Polska - Format: CD, digital download, winyl              | 5                           | - POL: złota płyta        | - POL: 15 000+ |
| 2022                                                    | Z cegieł i łez - Wydany: 25 listopada 2022 - Wytwórnia: Mystic Production - Format: CD, digital download, winyl               | 8                           |                           |                |
| 2023                                                    | 10 Jackowski - Wydany: 1 grudnia 2023 - Wytwórnia: Mystic Production - Format: CD, digital download, winyl                    | 56                          |                           |                |
| „–” oznacza, że album nie był notowany na danej liście. | |                             |                           |                |

## Albumy kompilacyjne
| Rok  | Dane dot. albumu | Najwyższa pozycja na liście |
| Rok  | Dane dot. albumu | POL                         |
| ---- | --- | --------------------------- |
| 2021 | Nieznośna lekkość hitu - Wydany: 29 października 2021 - Wytwórnia: Universal Music Polska - Format: CD, digital download, winyl | 17                          |

## Single

### Jako główna artystka
| Rok | Tytuł                             | Najwyższe pozycje na listach | Najwyższe pozycje na listach | Najwyższe pozycje na listach | Najwyższe pozycje na listach | Najwyższe pozycje na listach | Album                                |
| Rok | Tytuł                             | POL (airplay)                | POL (airplay nowości)        | RMF                          | SLiP                         | WiR                          | Album                                |
| --- | --------------------------------- | ---------------------------- | ---------------------------- | ---------------------------- | ---------------------------- | ---------------------------- | ------------------------------------ |
| 2009 | „Czy ten pan i pani”              | –                            | –                            | 4                            | –                            | 1                            | Pan i Pani (+ reedycja)              |
| 2009 | „Z ciszą pośród czterech ścian”   | –                            | –                            | 1                            | 9                            | 2                            | Pan i Pani (+ reedycja)              |
| 2010 | „Lampa i sofa”                    | –                            | –                            | 2                            | 8                            | 3                            | Pan i Pani (+ reedycja)              |
| 2010 | „Wiem, że jesteś tam”             | 3                            | 1                            | 1                            | 1                            | 5                            | Pan i Pani (+ reedycja)              |
| 2011 | „Graj chłopaku graj”              | –                            | –                            | –                            | 24                           | 1                            | Pan i Pani (+ reedycja)              |
| 2011 | „Po to jesteś tu”                 | –                            | –                            | –                            | –                            | –                            | Pan i Pani (+ reedycja)              |
| 2012 | „Zapytaj mnie o to, kochany”      | –                            | 2                            | 2                            | 6                            | 2                            | Życie jest w porządku                |
| 2013 | „W całość ułożysz mnie”           | –                            | 1                            | 4                            | 4                            | 7                            | Życie jest w porządku                |
| 2013 | „Syberiada” (oraz Piotr Cugowski) | –                            | –                            | –                            | –                            | –                            | Syberiada polska (ścieżka dźwiękowa) |
| 2013 | „Dźwięki nocy”                    | –                            | 5                            | 4                            | 22                           | –                            | Życie jest w porządku (+ reedycja)   |
| 2014 | „Na cześć wariata”                | –                            | 2                            | 3                            | 7                            | –                            | Życie jest w porządku (+ reedycja)   |
| 2014 | „Biegnij przed siebie”            | 8                            | 1                            | 1                            | 14                           | 1                            | Życie jest w porządku (+ reedycja)   |
| 2014 | „Prywatna Madonna”                | –                            | 3                            | 3                            | 26                           | 1                            | Życie jest w porządku (+ reedycja)   |
| 2015 | „Dzięki za dźwięki”               | –                            | –                            | –                            | 42                           | 5                            | Życie jest w porządku (+ reedycja)   |
| 2015 | „Od nieba do nieba”               | 70                           | 3                            | –                            | 38                           | –                            | Kolędy wielkie                       |
| 2016 | „Oszukać los”                     | 21                           | 1                            | 3                            | 19                           | 2                            | Jestem tu nowa (+ reedycja)          |
| 2017 | „Nie chcę Cię obchodzić”          | 9                            | 1                            | 1                            | 27                           | 1                            | Jestem tu nowa (+ reedycja)          |
| 2017 | „Zanim to powiem”                 | 21                           | 1                            | 2                            | –                            | 1                            | Jestem tu nowa (+ reedycja)          |
| 2017 | „Mimochodem”                      | 14                           | 2                            | 3                            | 19                           | 1                            | Jestem tu nowa (+ reedycja)          |
| 2018 | „Cisza tak dobrze brzmi”          | –                            | –                            | –                            | –                            | 1                            | Jestem tu nowa (+ reedycja)          |
| 2019 | „Księżyc nad Juratą”              | –                            | –                            | –                            | –                            | 1                            | Nieznośna lekkość hitu               |
| 2019 | „Do góry nogami”                  | –                            | –                            | –                            | –                            | 1                            | Jestem tu nowa (+ reedycja)          |
| 2021 | „Skrable”                         | –                            | –                            | –                            | 22                           | 2                            | Nieznośna lekkość hitu               |
| 2021 | „Czułość proszę”                  | –                            | –                            | –                            | –                            | –                            | Nieznośna lekkość hitu               |
| 2022 | „Było minęło”                     | –                            | –                            | –                            | –                            | 2                            | Z cegieł i łez                       |
| 2022 | „Z cegieł i łez”                  | –                            | –                            | –                            | –                            | –                            | Z cegieł i łez                       |
| 2023 | „Dla Ciebie”                      | –                            | X                            | –                            | –                            | –                            | Z cegieł i łez                       |
| 2023 | „Lucciola”                        | –                            | X                            | –                            | –                            | –                            | 10 Jackowski                         |
| „–” oznacza, że singel nie był notowany na danej liście. „X” oznacza, że lista nie istniała w danym okresie. |                                   |                              |                              |                              |                              |                              |                                      |

### Z gościnnym udziałem
| Rok                                                      | Tytuł                                                            | Najwyższe pozycje na listach | Najwyższe pozycje na listach | Najwyższe pozycje na listach | Album           |
| Rok                                                      | Tytuł                                                            | RMF                          | SLiP                         | WiR                          | Album           |
| -------------------------------------------------------- | ---------------------------------------------------------------- | ---------------------------- | ---------------------------- | ---------------------------- | --------------- |
| 2008                                                     | „Soft” (Video, gościnnie: Anna Wyszkoni)                         | 2                            | 7                            | 2                            | Video gra       |
| 2010                                                     | „Muzyki moc” (VIVA i Przyjaciele)                                | –                            | –                            | –                            | VIVA 10 lat     |
| 2014                                                     | „Odnajdziemy się” (Marek Jackowski, gościnnie: Anna Wyszkoni)    | –                            | –                            | 10                           | Marek Jackowski |
| 2015                                                     | „Ja kocham, ty kochasz” (Michał Bajor, gościnnie: Anna Wyszkoni) | –                            | –                            | –                            | Moja miłość     |
| 2019                                                     | „Różowe okulary” (My3, gościnnie: Anna Wyszkoni i Pola Durczak)  | –                            | –                            | –                            | Za3majmy radość |
| 2021                                                     | „Zaplątani” (Mąż, gościnnie: Anna Wyszkoni)                      | –                            | –                            | –                            | –               |
| 2022                                                     | „Agnieszka” (Seven Phoenix i Pham, gościnnie: Anna Wyszkoni)     | –                            | –                            | –                            | –               |
| 2023                                                     | „Ciemna strona” (Rena, gościnnie: Anna Wyszkoni i Liroy)         | –                            | –                            | –                            |                 |
| „–” oznacza, że singel nie był notowany na danej liście. |                                                                  |                              |                              |                              |                 |

### Inne utwory
| Rok  | Tytuł                                                   | Uwagi                                                                       | Źródło |
| ---- | ------------------------------------------------------- | --------------------------------------------------------------------------- | ------ |
| 2010 | Różni wykonawcy – Przy świątecznym stole z Radiem Opole | śpiew w utworach „Pani Zielonooka” i „Kolęda dla Ojca Świętego”             | [ 14 ] |
| 2013 | Marek Jackowski – Marek Jackowski                       | gościnnie śpiew w utworach „Odnajdziemy się” i „Matka od samotnych drinków” | [ 15 ] |
| 2014 | Różni wykonawcy – Miłość mi wszystko wyjaśniła          | śpiew w utworze „To przyjaciel”                                             | [ 16 ] |
| 2015 | Pectus – Kobiety                                        | gościnnie śpiew w utworze „Na parapetach”                                   | [ 17 ] |
| 2018 | Różni wykonawcy – Nasza Niepodległa 1918–2018           | śpiew w utworze „Psalm stojących w kolejce”                                 | [ 18 ] |

## Teledyski
| Rok       | Tytuł                                     |
| --------- | ----------------------------------------- |
| 2009      | „Czy ten pan i pani”                      |
| 2009      | „Z ciszą pośród czterech ścian”           |
| 2010      | „Wiem, że jesteś tam”                     |
| 2011      | „Graj chłopaku graj”                      |
| 2011      | „Po to jesteś tu”                         |
| 2012      | „Zapytaj mnie o to, kochany”              |
| 2013      | „Syberiada”                               |
| 2013      | „W całość ułożysz mnie”                   |
| 2014      | „Odnajdziemy się”                         |
| 2014      | „Na cześć wariata”                        |
| 2014      | „Biegnij przed siebie”                    |
| 2015      | „Dzięki za dźwięki”                       |
| 2015      | „Od nieba do nieba”                       |
| 2016      | „Oszukać los”                             |
| 2017      | „Nie chcę Cię obchodzić”                  |
| 2017      | „Zanim to powiem”                         |
| 2017      | „Mimochodem”                              |
| 2018      | „Cisza tak dobrze brzmi” (vertical video) |
| 2019      | „Księżyc nad Juratą”                      |
| 2019      | „Do góry nogami”                          |
| 2021      | „Skrable”                                 |
| 2022      | „Było minęło”                             |
| 2022      | „Z cegieł i łez”                          |
| 2023      | „Dla Ciebie”                              |
| 2023      | „Lucciola”                                |
| Gościnnie |                                           |
| 2008      | „Soft”                                    |
| 2010      | „Muzyki moc”                              |
| 2015      | „Ja kocham, ty kochasz”                   |
| 2019      | „Różowe okulary”                          |
| 2021      | „Zaplątani”                               |
| 2023      | „Ciemna strona”                           |